# Alphestes afer
Alphestes afer е вид лъчеперка от семейство Serranidae. Видът е незастрашен от изчезване.

## Разпространение и местообитание
Разпространен е в Ангуила, Антигуа и Барбуда, Аруба, Барбадос, Бахамски острови, Белиз, Бермудски острови, Бонер, Ботсвана, Бразилия, Британски Вирджински острови, Буве, Венецуела, Гваделупа, Гвиана, Гренада, Доминика, Доминиканска република, Кайманови острови, Колумбия, Коста Рика, Куба, Кюрасао, Малки далечни острови на САЩ, Мартиника, Монсерат, Панама, Пуерто Рико, Саба, САЩ, Свети Мартин, Сейнт Винсент и Гренадини, Сейнт Китс и Невис, Сейнт Лусия, Сен Естатиус, Синт Мартен, Суринам, Тринидад и Тобаго, Търкс и Кайкос, Френска Гвиана, Хаити и Ямайка.
Среща се на дълбочина от 0,8 до 30 m, при температура на водата от 26,4 до 27,5 °C и соленост 34,7 – 37,1 ‰.

## Описание
На дължина достигат до 33 cm.